# Leopold Gillon

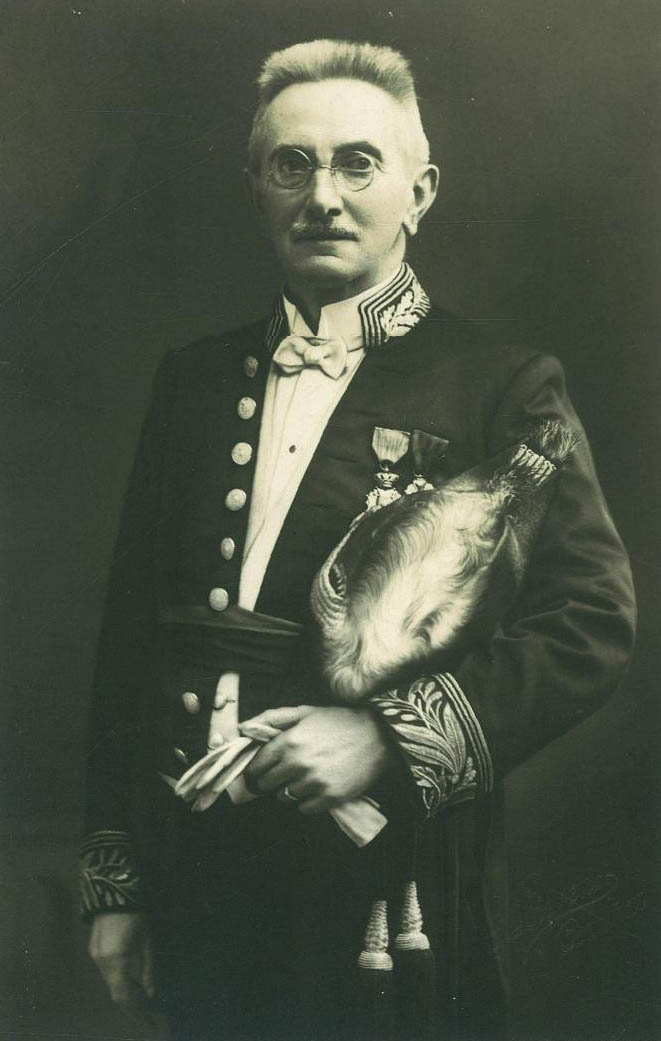
Leopold Gillon als burgemeester van Kortrijk, 1930

Leopold Gillon (Kortrijk, 17 november 1868 - 18 januari 1948) was burgemeester van Kortrijk en een belangrijke drijfkracht achter het cultuurleven aldaar.

## Levensloop
Gillon was beroepshalve advocaat en pleitbezorger aan de balie in Kortrijk. In 1900 trouwde hij met Marie-Louise Sengier (1877-1963), zuster van Edgar Sengier. Zij zijn de ouders van Leopold Gillon jr., die bestendig afgevaardigde van West-Vlaanderen was.
Gillon was katholiek gemeenteraadslid van Kortrijk van 1899 tot 1946, schepen van 1913 tot 1929 en van 1932 tot 1938. Van 1929 tot 1932 was hij burgemeester.
Van 1927 tot 1936 was hij ook lid van de provincieraad van West-Vlaanderen.

## Culturele activiteiten
Leopold Gillon, die wel eens de 'advocaat-kapelmeester' werd genoemd, was een begenadigd dirigent. In 1892 richtte hij in Kortrijk de koorkring Amicitia op. Kort daarna stichtte hij het symfonisch orkest Orpheus. Beide ensembles werden tijdens toneelstukken en opera’s in het Stadstheater gedirigeerd door Hendrik Claerhout, terwijl Gillon zelf aan de pupiter stond tijdens missen en één benefietconcert per jaar. Het allereerste vond plaats in het Hôtel du Nord (het latere Parkhotel) op 3 november 1892. Vanaf 1893 traden professionele solisten op tijdens de benefietconcerten van Orpheus en Amicitia.
Als schepen van cultuur (beaux arts) speelde Gillon een belangrijke rol bij de totstandkoming van de Stadsschouwburg Kortrijk, alsook bij de gastvoorstellingen met opera aldaar van het Grand Théâtre de Gand.